# 高学年
高学年（こうがくねん）は、（学校で）年次の高い学年、特に小学校の5・6学年、またその学年の児童のことを指す言葉。場合によっては小学4年を含める。
本来、単に学年を意味する言葉でしかないが、日本の小学校は年齢主義によって運営されているため、小学校5・6年生の年齢はほとんどが10 - 12歳のプレティーンである。

## 小学校高学年（5・6年生）の特徴
- 家庭の授業が始まる。
- かつては、英語の授業も、この学年から始まっていた。[1]
- ギャングエイジはこの頃まで続く[要出典]が、（最近[いつ?]の高学年は）子供らしい遊びは減っている[要出典]。
- 男子は高学年の間までに思春期に入る者が多くなるが、遅い者は高学年の間も思春期前の状態が続く。女子は高学年の間までに思春期に入る[2][3][4]。思春期を迎えるとブラジャー（小学生の間はジュニアブラ）を着用する必要があり（睡眠時を除く[5]）、高学年女子のノーブラで運動会は発育面だけでなく、防犯面からも良くないとされる[6]。
- わが子に「男女交際の経験がある」と答えた保護者は5年生が5%、6年生は13.7%である[7]。
- 6年生になると、通学班・入学当初の給食や掃除・委員会活動などで下級生をリードする役割を期待される。